# Florian Breer
Florian Breer (* 5. Dezember 1998 in Basel) ist ein Schweizer Beachvolleyballspieler.

## Karriere
Breer kam mit Yves Haussener bei der U18-Europameisterschaft 2013 in Maladsetschna auf den 25. Platz. 2014 gewannen Breer/Haussener die U17-Weltmeisterschaft in Acapulco. 2015 spielten sie erstmals auf der nationalen Coop Beachtour. Bei der U18-EM in Riga wurden sie Dritte und beim U20-Turnier in Larnaka Siebte. Im Oktober nahmen sie in Puerto Vallarta erstmals an einem Open-Turnier der FIVB World Tour teil. 2016 wurden sie Fünfte der U21-WM in Luzern und Dritte der U20-EM in Antalya. Bei der U19-WM in Larnaka unterlagen sie erst im Final. National erreichten sie einige Top-5-Ergebnisse und wurden Fünfte der Schweizer Beachvolleyball-Meisterschaft. Ebenfalls Fünfte wurden sie bei der U22-EM 2017 in Baden. Beim Fünf-Sterne-Turnier in Gstaad schieden sie in der Qualifikation aus. Danach kamen sie bei der U21-WM in Nanjing auf den neunten Platz. Die nationale Meisterschaft in Bern beendeten sie auf dem vierten Rang. Anschliessend wurden sie in Vulcano Vizeeuropameister der U20.
2018 erzielten sie auf der World Tour und beim CEV-Satellite in Göteborg zweistellige Resultate. Beim Ein-Stern-Turnier in Alanya wurden sie Vierte. Anschliessend wurden sie Dritte der Studierenden-WM in München und Fünfte der U22-EM in Jūrmala. Bei den folgenden Ein-Stern-Turnieren in Ljubljana, Vaduz und Montpellier kamen sie auf die Plätze drei, zwei und vier. Die Schweizer Meisterschaft beendeten sie auf dem dritten Rang.
2019 spielte Breer mit verschiedenen Partnern. Mit Leo Dillier wurde er 25. in Siem Reap (zwei Sterne) und 13. in Ios (ein Stern). Ausserdem wurde das Duo Fünfter der U22-EM in Antalya. Mit Quentin Métral kam er nach dem neunten Rang in Kuala Lumpur (drei Sterne) auf zweistellige Ergebnisse bei Drei- und Vier-Sterne-Turnieren. Nachdem er mit Haussener das nationale Turnier in Basel gewonnen hatte, wurde er mit Métral Dritter der Schweizer Beachvolleyball-Meisterschaft 2019.
Beim Drei-Sterne-Turnier in Qinzhou im Oktober 2019 spielte Breer erstmals mit Marco Krattiger. Beim Ein-Stern-Turnier in Baden wurden Breer/Krattiger 2020 Fünfte. Im September gewannen sie das Turnier King of the Court in Utrecht. Bei der EM in Jūrmala schieden sie wenige Tage später im Viertelfinal aus. Im Februar 2021 gewannen sie mit ihren Schweizer Teamkollegen Gerson/Heidrich den Nations Clash in Düsseldorf.